# Traffico di minori in India

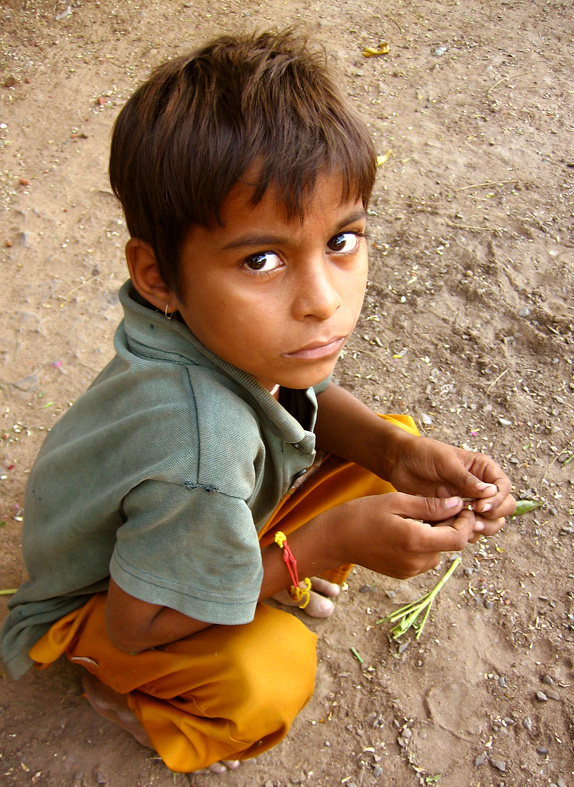
Bambino di uno slum di Ahmedabad.

Il traffico di minori in India è un fenomeno esistente in molte regioni; vi sono molti casi in cui bambini soli o orfani scompaiono nel nulla durante la notte, almeno uno ogni otto minuti, secondo il National Crime Records Bureau. Bambini e/o ragazzini possono anche essere prelevati dalle loro case per essere acquistati e venduti nel mercato del lavoro minorile, della prostituzione minorile o del turismo sessuale minorile, quando non per essere avviati al lavoro d'accattonaggio; in tutto il Subcontinente vi è un gran numero di minori vittime di traffico di esseri umani.
Col termine traffico di minorenni viene definito dall'UNICEF il "reclutamento, trasporto, trasferimento e vendita di qualsiasi persona sotto i 18 anni a scopo di sfruttamento, all'interno o all'esterno di un paese". A causa della natura particolare di questo crimine, per sua natura più difficile da individuare rispetto ad altri, è quasi impossibile avere cifre esatte riguardo al fenomeno.
L'India è una delle zone privilegiate per il verificarsi di traffico di minori: anche se la maggior parte di esso si verifica all'interno del paese, vi è anche un numero significativo di minorenni vittime di tratta provenienti dal Nepal e dal Bangladesh.

## Cause e modus operandi

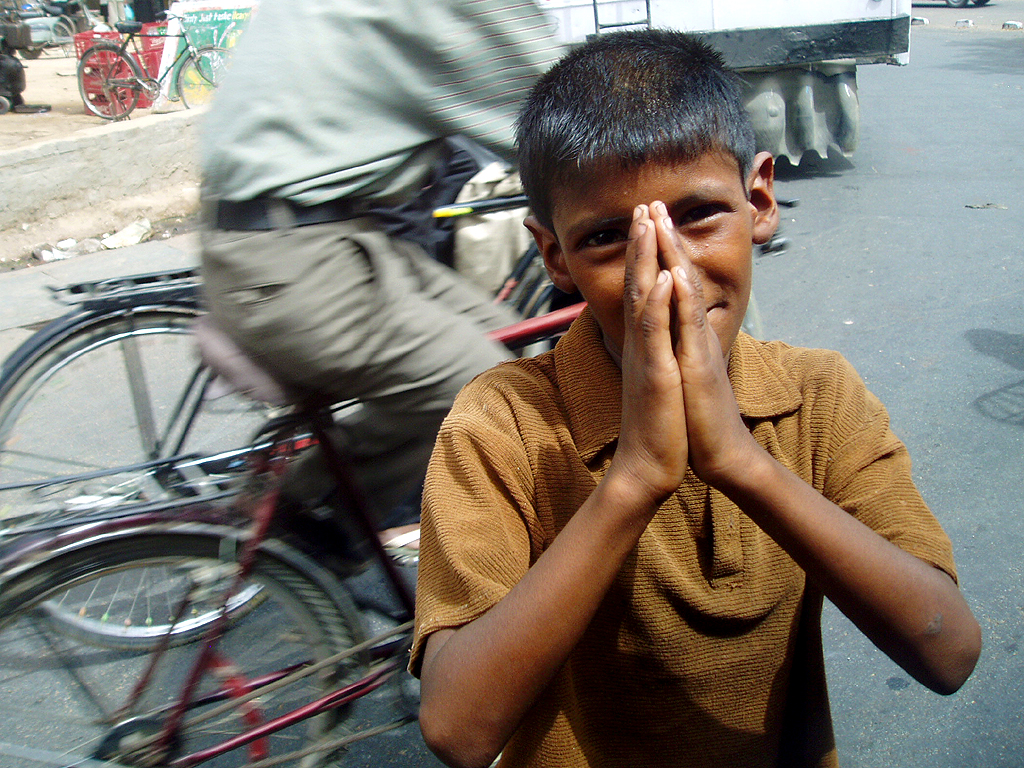
Bambino di Agra chiede l'elemosina facendo il saluto di Namasté.

Vi possono essere innumerevoli fattori che contribuiscono all'espansione del traffico di minori, tra cui si può individuare il disagio sociale, le estreme difficoltà economiche, la mancanza di qualsiasi opportunità di lavoro, lo status sociale o casta di nascita, infine anche improvvise rivolte di natura politica in certe regioni del paese: molte famiglie indiane non sono in grado di permettersi le necessità fondamentali dell'esistenza, il che può costringere i genitori a vendere i propri figli a bande criminali, le quali a loro volta sfruttano i minori per i loro scopi. Avendo il paese circa la metà della popolazione che vive al di sotto della soglia di povertà, questo può tradursi in misure estreme, tra cui la vendita dei figli, per poter guadagnare un po' di soldi.
I bambini quindi, e in particolare le femmine, sono tra le categorie più vulnerabili e esposte, il che li rende un più facile bersaglio per i trafficanti; sono visti come più spendibili rispetto al resto della popolazione e 'oggetti' da vendere più disponibili. I trafficanti generalmente inducono le ragazze ad avviarsi alla prostituzione, dopo aver utilizzato i rapporti personali e di fiducia acquisiti nei villaggi di origine dei minori, con lo scopo ultimo di arrivare a reclutarli.

## Tipologie di sfruttamento minorile

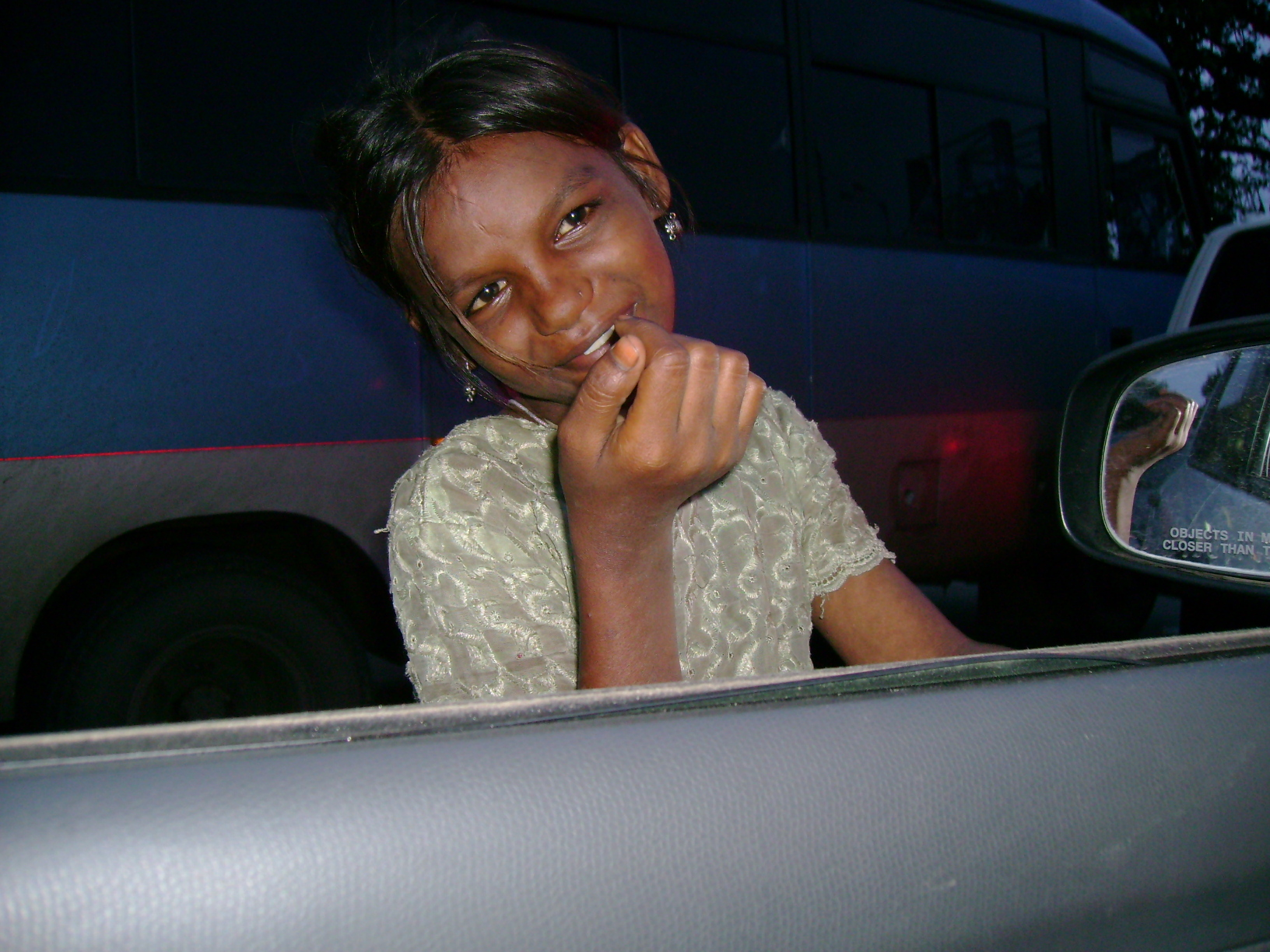
Bambina chiede l'elemosina alle auto ferme ai semafori.

Legalmente i bambini in India sono autorizzati a fare lavori leggeri, ma rimangono spesso vittime o della schiavitù per debiti o del lavoro forzato; altri possono rimanere vincolati a causa di abuso sia fisico che emotivo e sessuale: vengono in tal modo a perdere ogni libertà, diventando ben presto veri e propri schiavi.
Spesso bambini e adolescenti vengono scelti dai trafficanti di esseri umani per essere introdotti in varie attività illegali, che possono andare dall'accattonaggio forzato al traffico di organi: per provocare maggior compassione e guadagnare così più soldi coloro che vengono costretti a chiedere l'elemosina possono anche subire l'amputazione degli arti, in altri casi sono resi ciechi dopo avergli versato sugli occhi dell'acido.
Lo sfruttamento sessuale minorile è un problema che viene affrontato da molti paesi in via di sviluppo, e viene definito come "l'abuso sessuale di bambini e giovani attraverso atti sessuali in cambio di cibo, riparo, protezione, farmaci e/o denaro". Spesso giovani ragazze son prese dalle loro case e vendute per farle diventare prostitute.

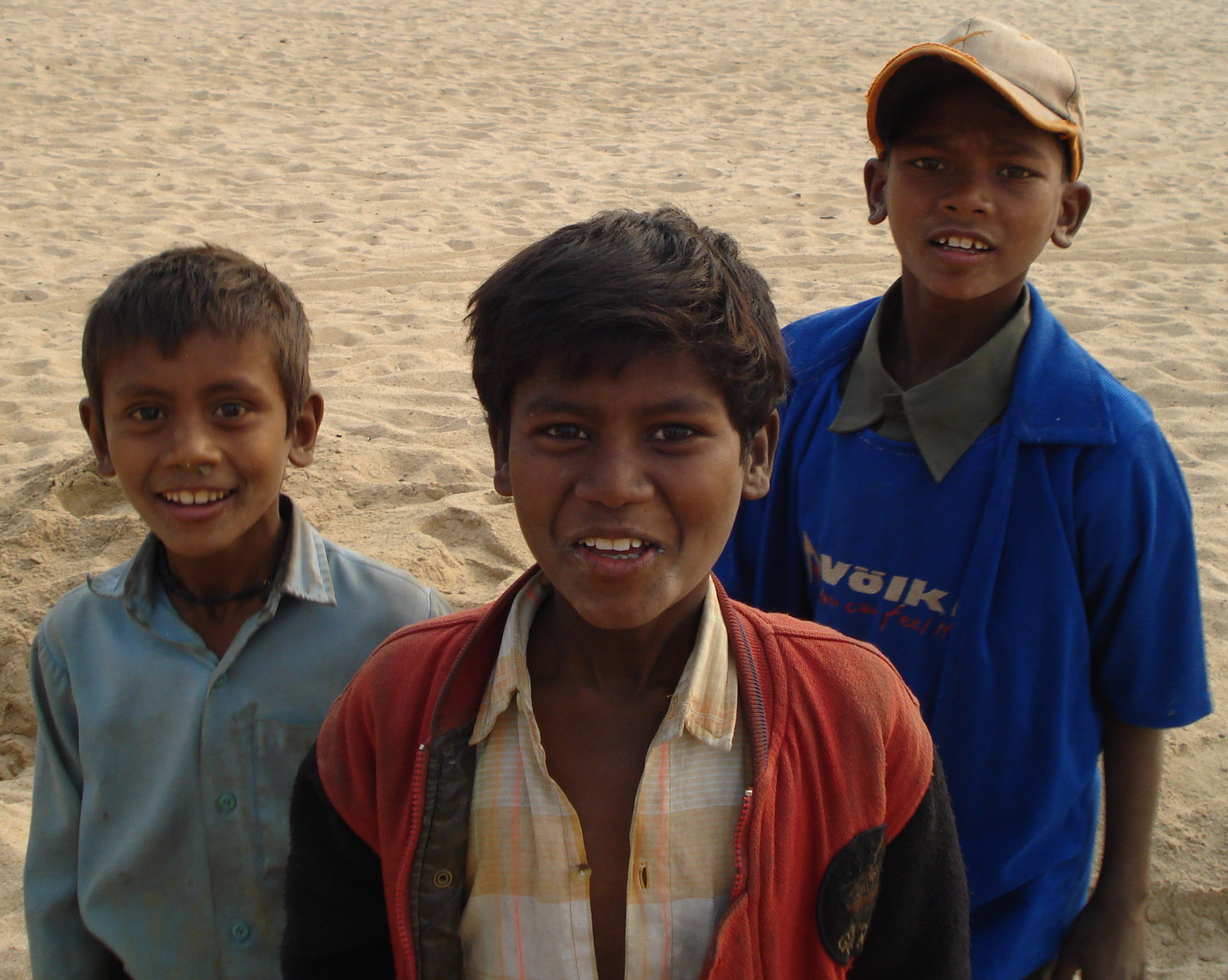
Bambini del Bihar.

## Prevalenza e dati
Il traffico di minorenni si verifica in tutto il mondo, ma è particolarmente diffuso in India; vi sono state segnalazioni provenienti da molte zone circa un aumento esponenziale del traffico proveniente dall'Asia meridionale e dal Sudest asiatico: secondo il Dipartimento di Stato USA vi sono da 600.000 a 820.000 persone trafficate annualmente attraverso i confini internazionali e fino al 50% di questi sono minorenni.
Nel 2005 è stato condotto uno studio dall'National Human Rights Commission of India (NHRC), dopo aver ricevuto un numero allarmante di segnalazioni da parte di stampa, forze di polizia e ONG circa l'aumento del traffico di esseri umani in India; il risultato è stato che l'India è rapidamente divenuta sempre più fonte, punto di transito e destinazione per i trafficanti di donne e bambini a fini sia sessuali che non sessuali. Le aree maggiormente interessate sono le zone colpite da endemica miseria, come l'Andhra Pradesh, il Bihar, il Karnataka, l'Uttar Pradesh, il Maharashtra, il Madhya Pradesh, il Rajasthan, l'Orissa ed il Bengala occidentale.
Nel 1998 tra le 5 e le 7.000 ragazze nepalesi, alcune di loro bambine di appena 9-10 anni, sono state trafficate nel locale quartiere a luci rosse delle maggiori città indiane; i aggiunta alle 200-250.000 giovani donne nepalesi che già vi si trovavano.

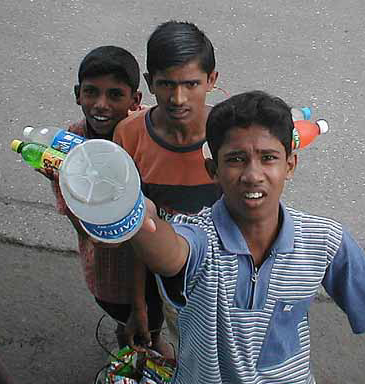
Ragazzini di Mumbai venditori ambulanti professionali di strada.

Secondo l'UNICEF 12milioni e mezzo di minorenni indiani vengono impiegati ripetutamente in occupazioni pericolose.
Solamente il 10% del traffico di esseri umani in India è internazionale, mentre il restante 90% di esso rimane un fatto interno: quasi 40.000 bambini vengono rapiti ogni anno, di cui 11.000 rimangono non identificati, questo i base ad una relazione della Commissione internazionale per i diritti umani dell'India.
La stima delle ONG è che tra 12.000 e 50.000 donne e bambini sono vittime di tratta nel paese ogni anno, provenienti dalle nazioni confinanti, per il commercio del sesso.
Vi è una stima di almeno 300.000 bambini mendicanti per le strade dell'India.
Ogni anno 44.000 minorenni cadono nelle mani delle organizzazioni criminali interne del paese.

## Azioni contro la tratta
Anche se esiste ed è attuato un Immoral Traffic Prevention Act contro il traffico di esseri umani a scopo immorale, questo però si riferisce solamente al traffico a fini di prostituzione, quindi esso non fornisce una protezione completa: né la legge fornisce d'altra parte una chiara definizione di "traffico". L'India è però riuscita a far promulgare i Protocolli di Palermo, che forniscono protezioni per i bambini contro la tratta.

## Note

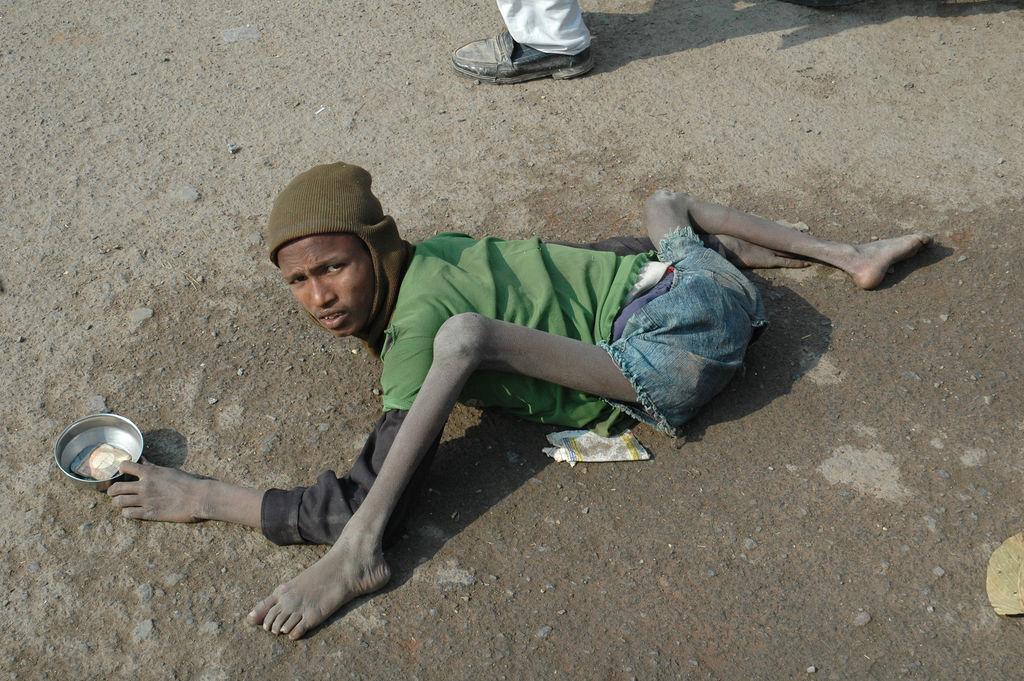
Bambino storpio mendicante a Bodhgaya in Bihar.